# Кавказские смешанные леса
Кавказские смешанные леса — экорегион, находится в биоме лесов умеренной зоны, в Евразии (Западной Азии и Восточной Европе). Покрывает Кавказские горы (которые формируют традиционно выделяемую границу между Европой и Азией), а также зону Малого Кавказа и восточную часть Понтийских гор. Территория экорегиона составляет 170 300 квадратных километра. Наивысшая точка — гора Эльбрус. Регион захватывает территории следующих стран/регионов:
- Абхазия
- Армения
- Азербайджан
- Грузия
- Иран
- Россия
- Турция

## Охраняемые территории
Около 5 % занимают охраняемые территории, в том числе национальный заповедник Лагодехи, Боржоми-Харагуальский национальный парк, Национальный парк Тушети в Грузии, Закатальский заповедник в Азербайджане и Кавказский заповедник в России.